# Jucilei
Jucilei da Silva, plus connu sous le nom de Jucilei, est un footballeur international brésilien né le 6 avril 1988 à São Gonçalo, au Brésil évoluant au poste de milieu défensif avec l'EC Atlético Carioca.

## Carrière

### Club

#### Débuts de carrière
Jucilei commence sa carrière dans l'équipe de football amateur du GESB (Grêmio Esportivo Sul Brasileiro). En 2007, il est transféré au Sport Club Ulbra, renommé depuis décembre 2009 Universidade Sport Club. En janvier 2008, il signe à J. Malucelli, un club qui change de nom en 2009 également, pour devenir le Sport Club Corinthians Paranaense, en référence à l'État du Paraná. 
Lors de cette année 2009, il est vice-champion du Championnat Paranáense. Il ne joue que 4 matchs, mais il attire tout de même l'attention des autres clubs brésiliens, avec notamment un but superbe marqué de la ligne médiane contre l'Atlético Paranaense.

#### SC Corinthians
En mai 2009, Jucilei quitte le club J. Malucelli devenu Corinthians Paranaense pour rejoindre le SC Corinthians Paulista, grand club brésilien de São Paulo qui vient de remporter le Championnat Paulista 2009 et qui a aussi remporté la Coupe du Brésil 2009. Jucilei n'a pas pu jouer cette coupe puisqu'il avait déjà joué le premier tour avec J.Malucelli. Il va néanmoins réussir à s'imposer dans sa nouvelle équipe, en enchaînant une série de bons matchs, si bien qu'en 2010, il devient titulaire indiscutable avec Corinthians. 
Lors du mercato d'été 2010, plusieurs clubs européens comme le Dynamo Kiev, la Fiorentina, le LOSC, le Paris Saint-Germain, le Rubin Kazan ou encore le FC Séville s'intéresse à Jucilei, mais il décide de rester avec son club.

#### Al-Jazira Club
Le 14 janvier 2014, il signe en faveur du club d'Abou Dabi.

#### São Paulo Futebol Clube
Le 12 février 2017, il signe en faveur du club du São Paulo FC.

### Équipe nationale
Jucilei fait ses débuts avec l'équipe nationale du Brésil le 10 août 2010 lors d'un match amical face aux États-Unis au Meadowlands Stadium (victoire brésilienne 2-0). Le sélectionneur Mano Menezes, qui l'avait déjà fait venir lorsqu'il était entraîneur du SC Corinthians, le fait entrer en jeu à la 89e minute, en remplacement de Paulo Henrique Ganso, lui aussi sélectionné pour la première fois.